# Puligny-Montrachet
Puligny-Montrachet és un municipi francès, situat al departament de la Costa d'Or i a la regió de Borgonya - Franc Comtat. L'any 2007 tenia 426 habitants.

## Demografia

### Població
El 2007 la població de fet de Puligny-Montrachet era de 426 persones. Hi havia 180 famílies, de les quals 44 eren unipersonals (24 homes vivint sols i 20 dones vivint soles), 80 parelles sense fills i 56 parelles amb fills.
La població ha evolucionat segons el següent gràfic:
Habitants censats

### Habitatges
El 2007 hi havia 293 habitatges, 187 eren l'habitatge principal de la família, 29 eren segones residències i 77 estaven desocupats. 289 eren cases i 4 eren apartaments. Dels 187 habitatges principals, 152 estaven ocupats pels seus propietaris, 23 estaven llogats i ocupats pels llogaters i 12 estaven cedits a títol gratuït; 2 tenien una cambra, 5 en tenien dues, 38 en tenien tres, 50 en tenien quatre i 92 en tenien cinc o més. 148 habitatges disposaven pel capbaix d'una plaça de pàrquing. A 81 habitatges hi havia un automòbil i a 85 n'hi havia dos o més.

### Piràmide de població
La piràmide de població per edats i sexe el 2009 era:
| Homes | Edats   | Dones |
| ----- | ------- | ----- |
| 0     | 95 o +  | 0     |
| 0     | 90 a 94 | 0     |
| 0     | 85 a 89 | 4     |
| 0     | 80 a 84 | 8     |
| 20    | 75 a 79 | 28    |
| 0     | 70 a 74 | 4     |
| 16    | 65 a 69 | 16    |
| 12    | 60 a 64 | 12    |
| 8     | 55 a 59 | 8     |
| 20    | 50 a 54 | 0     |
| 12    | 45 a 49 | 24    |
| 20    | 40 a 44 | 16    |
| 20    | 35 a 39 | 8     |
| 20    | 30 a 34 | 32    |
| 12    | 25 a 29 | 20    |
| 0     | 20 a 24 | 16    |
| 20    | 15 a 19 | 12    |
| 4     | 10 a 14 | 16    |
| 4     | 5 a 9   | 16    |
| 20    | 0 a 4   | 12    |

## Economia
El 2007 la població en edat de treballar era de 263 persones, 200 eren actives i 63 eren inactives. De les 200 persones actives 193 estaven ocupades (106 homes i 87 dones) i 7 estaven aturades (3 homes i 4 dones). De les 63 persones inactives 25 estaven jubilades, 17 estaven estudiant i 21 estaven classificades com a «altres inactius».

### Ingressos
El 2009 a Puligny-Montrachet hi havia 190 unitats fiscals que integraven 446 persones, la mediana anual d'ingressos fiscals per persona era de 23.350 €.

### Activitats econòmiques
Dels 46 establiments que hi havia el 2007, 4 eren d'empreses alimentàries, 5 d'empreses de construcció, 15 d'empreses de comerç i reparació d'automòbils, 2 d'empreses de transport, 9 d'empreses d'hostatgeria i restauració, 5 d'empreses immobiliàries i 6 d'empreses de serveis.
Dels 6 establiments de servei als particulars que hi havia el 2009, 1 era una oficina de correu, 2 guixaires pintors, 1 fusteria, 1 lampisteria i 1 restaurant.
Dels 2 establiments comercials que hi havia el 2009, 1 era una botiga de menys de 120 m² i 1 una botiga d'electrodomèstics.
L'any 2000 a Puligny-Montrachet hi havia 59 explotacions agrícoles que ocupaven un total de 266 hectàrees.

## Equipaments sanitaris i escolars
El 2009 hi havia una escola maternal integrada dins d'un grup escolar amb les comunes properes formant una escola dispersa.

## Poblacions més properes
El següent diagrama mostra les poblacions més properes.